# Campionati europei di atletica leggera indoor 1988 - 60 metri piani femminili
I 60 metri piani si sono tenuti il 6 marzo 1988 presso lo Sportcsarnok di Budapest, in Ungheria.

## Risultati

### Batterie
Qualificazione: le prime due di ogni batteria (Q) e i 2 seguenti migliori tempi (q) vanno alle Semifinali.

#### Batteria 1
| Posizione | Corsia | Nome           | Nazionalità    | Tempo | Note                          |
| --------- | ------ | -------------- | -------------- | ----- | ----------------------------- |
| 1         | -      | Marlies Göhr   | Germania Est   | 7"19  | Q                             |
| 2         | -      | Ulrike Sarvari | Germania Ovest | 7"20  | Q                             |
| 3         | -      | Eva Murková    | Cecoslovacchia | 7"38  |                               |
| 4         | -      | Yolanda Díaz   | Spagna         | 7"40  |                               |
| 5         | -      | Irma Könye     | Ungheria       | 7"46  | Miglior prestazione personale |

#### Batteria 2
| Posizione | Corsia | Nome                  | Nazionalità      | Tempo | Note                          |
| --------- | ------ | --------------------- | ---------------- | ----- | ----------------------------- |
| 1         | -      | Nadezhda Roshchupkina | Unione Sovietica | 7"19  | Q,                            |
| 2         | -      | Laurence Bily         | Francia          | 7"22  | Q                             |
| 3         | -      | Edine Van Heezik      | Paesi Bassi      | 7"41  |                               |
| 4         | -      | Sisko Hanhijoki       | Finlandia        | 7"44  | [ 2 ]                         |
| 5         | -      | Andrea Thomas         | Germania Ovest   | 7"45  | Miglior prestazione personale |

#### Batteria 3
| Posizione | Corsia | Nome                  | Nazionalità  | Tempo | Note  |
| --------- | ------ | --------------------- | ------------ | ----- | ----- |
| 1         | -      | Silke Möller-Gladisch | Germania Est | 7"11  | Q     |
| 2         | -      | Els Vader             | Paesi Bassi  | 7"29  | Q     |
| 3         | -      | Muriel Leroy          | Francia      | 7"38  | q,    |
| 4         | -      | Lucrécia Jardim       | Portogallo   | 7"50  |       |
| 5         | -      | Marina Skourti        | Grecia       | 7"59  | [ 3 ] |

#### Batteria 4
| Posizione | Corsia | Nome            | Nazionalità    | Tempo | Note                          |
| --------- | ------ | --------------- | -------------- | ----- | ----------------------------- |
| 1         | -      | Beverley Kinch  | Germania Est   | 7"41  | Q                             |
| 2         | -      | Silke Knoll     | Germania Ovest | 7"42  | Q                             |
| 3         | -      | Erzsébet Juhász | Ungheria       | 7"48  |                               |
| 4         | -      | Lene Demsitz    | Danimarca      | 7"55  | Miglior prestazione personale |

#### Batteria 5
| Posizione | Corsia | Nome               | Nazionalità    | Tempo | Note |
| --------- | ------ | ------------------ | -------------- | ----- | ---- |
| 1         | -      | Nelli Cooman-Fiere | Paesi Bassi    | 7"17  | Q    |
| 2         | -      | Patricia Girard    | Germania Ovest | 7"28  | Q,   |
| 3         | -      | Sandra Myers       | Spagna         | 7"32  | q,   |
| 4         | -      | Virginia Gomes     | Portogallo     | 7"47  | =    |

### Semifinali
Qualificazione: le prime tre di ogni semifinale (Q) vanno alla Finale.

#### Semifinale 1
| Posizione | Corsia | Nome                  | Nazionalità      | Tempo | Note                                     |
| --------- | ------ | --------------------- | ---------------- | ----- | ---------------------------------------- |
| 1         | -      | Silke Möller-Gladisch | Germania Est     | 7"04  | Q,                                       |
| 2         | -      | Ulrike Sarvari        | Germania Ovest   | 7"16  | Q                                        |
| 3         | -      | Nadezhda Roshchupkina | Unione Sovietica | 7"18  | Q                                        |
| 4         | -      | Els Vader             | Paesi Bassi      | 7"23  |                                          |
| 5         | -      | Beverley Kinch        | Regno Unito      | 7"27  | Miglior prestazione personale stagionale |
| 6         | -      | Patricia Girard       | Francia          | 7"33  |                                          |

#### Semifinale 2
| Posizione | Corsia | Nome               | Nazionalità    | Tempo | Note |
| --------- | ------ | ------------------ | -------------- | ----- | ---- |
| 1         | -      | Nelli Cooman-Fiere | Paesi Bassi    | 7"10  | Q    |
| 2         | -      | Marlies Göhr       | Germania Est   | 7"12  | Q    |
| 3         | -      | Laurence Bily      | Francia        | 7"23  | Q    |
| 4         | -      | Sandra Myers       | Spagna         | 7"32  |      |
| 5         | -      | Muriel Leroy       | Francia        | 7"41  |      |
| 6         | -      | Silke Knoll        | Germania Ovest | 7"44  |      |

### Finale
| Record mondiale       | Nelli Cooman-Fiere    | 7"00 | Madrid      | 23 febbraio 1986 |
| Record dei Campionati | Nelli Cooman-Fiere    | 7"00 | Madrid      | 23 febbraio 1986 |
| Capolista stagionale  | Silke Möller-Gladisch | 7"07 | Senftenberg | 26 febbraio 1988 |

Sabato 6 marzo 1988.
| Pos.    | Corsia | Atleta                | Età | Nazione          | Tempo | Note                          |
| ------- | ------ | --------------------- | --- | ---------------- | ----- | ----------------------------- |
| Oro     | 4      | Nelli Cooman-Fiere    | 23  | Paesi Bassi      | 7"04  |                               |
| Argento | 3      | Silke Möller-Gladisch | 23  | Germania Est     | 7"05  | Miglior prestazione personale |
| Bronzo  | 2      | Marlies Göhr          | 29  | Germania Est     | 7"07  | =                             |
| 4       | 5      | Ulrike Sarvari        | 23  | Germania Ovest   | 7"18  |                               |
| 5       | 1      | Nadezhda Roshchupkina | 24  | Unione Sovietica | 7"21  |                               |
| -       | -      | Laurence Bily         | 24  | Francia          | dns   |                               |